# Sylvilagus audubonii
Sylvilagus audubonii е вид бозайник от семейство Зайцови (Leporidae).

## Разпространение
Видът е разпространен в Мексико (Агуаскалиентес, Веракрус, Гуанахуато, Долна Калифорния, Дуранго, Идалго, Керетаро, Коауила де Сарагоса, Нуево Леон, Пуебла, Сакатекас, Сан Луис Потоси, Синалоа, Сонора, Тамаулипас, Тласкала, Халиско и Чиуауа) и САЩ (Аризона, Калифорния, Канзас, Колорадо, Монтана, Небраска, Невада, Ню Мексико, Оклахома, Северна Дакота, Тексас, Уайоминг, Южна Дакота и Юта).